# Galileo Galilei
갈릴레오 갈릴레이(ガリレオガリレイ, Galileo Galilei)는 홋카이도 출신의 일본 밴드이다. 레이블은 SME 레코드이다.

## 구성원
- 유키 오자키(尾崎雄貴) - 보컬, 기타
- 히토시 사코 (佐孝仁司) - 베이스
- 카즈키 오자키 (尾崎和樹) - 드럼, 배킹 보컬

전 구성원
- 소헤이 후나야(船谷創平) - 기타
- 후미토 이와이(岩井郁人) - 기타, 배킹 보컬
- 카즈마사 노구치(野口一雅) - 키보드